# Leptoxis compacta
Ốc đá Oblongl, danh pháp khoa học Leptoxis compacta, là một loài ốc nước ngọt với một nắp, thân mềm chân bụng trong họ Pleuroceridae.
Đây là loài đặc hữu Hoa Kỳ. Trong khi được cho là đã tuyệt chủng do mất nơi sống trong nhiều thập kỷ, nó đã được phát hiện lại vào năm 2012 .